# Comisión de Hacienda de la Cámara de Diputados de Chile
La Comisión Permanente de Hacienda en Chile, corresponde a una de las comisiones permanentes de la Cámara de Diputados de Chile, en la cual, una serie de Diputados formulan proyectos de ley referentes al tema del cual trata la comisión, en este caso Hacienda, las finanzas del Estado, para luego ser presentados en la sesión plenaria de la Cámara correspondiente para su aprobación o rechazo de todos los Diputados, que en Chile suman 155 escaños en la actualidad.

## Historia
Esta Comisión Permanente existen desde 1840, fecha en que se crean dichos órganos al interior del Congreso Nacional, con el fin de acelerar los proyectos de ley y mejorar la gestión de los parlamentarios.
En 1873 adoptó el nombre de Comisión Permanente de Hacienda e Industrias, bajo la presidencia de la comisión del diputado liberal, Melchor Concha y Toro. Este nombre se mantuvo hasta 1903, fecha en que Industria se une a Agricultura en una comisión y Hacienda vuelve a ser eje temático único en dicho grupo parlamentario.

## Composición actual
En el LVI periodo legislativo del Congreso Nacional de Chile (2022-2026) la comisión está presidida por Jaime Naranjo Ortiz (PS) para el período 2022-2023 e integrada por otros 12 diputados:
- Boris Barrera Moreno (PCCh)
- Carlos Bianchi Chelech (Ind.)
- Jorge Brito Hasbún (RD)
- Ricardo Cifuentes Lillo (PDC)
- Miguel Mellado Suazo (RN)
- Claudia Mix Jiménez (COM)
- Guillermo Ramírez Diez (UDI)
- Agustín Romero Leiva (PRCh)
- Frank Sauerbaum Muñoz (RN)
- Alexis Sepúlveda Soto (PR)
- Gastón Von Mühlenbrock Zamora (UDI)
- Gael Yeomans Araya (CS)